# Quintino Bocaiúva (Rio de Janeiro)
Quintino Bocaiúva o Quintino és un barri tradicional dels suburbis de la ciutat de Rio de Janeiro, que pertany a la XV regió administrativa (Madureira).
El barri va rebre aquest nom en homenatge al republicà històric brasiler, Quintino Bocaiúva (1832-1912). La casa on aquest va morir continua en la seva forma original, tot i que està en un estat de conservació precari. Es localitza al Carrer Goiás.
El fill més il·lustre del barri de Quintino és el jugador de futbol Zico, conegut al Brasil com el Galinho de Quintino.
A Quintino també hi ha la seu del FAETEC (Fundaçao de Apoio à Escola Técnica), al complex CETEP, en el que també hi ha les escoles: Escola Técnica Estadual República (una de les escoles més grans de Rio de Janeiro) i l'Instituto Superior de Tecnologia em Ciência da Computaçao do Estado do Rio de Janeiro, així com altres institucions educatives.
A Quintino també hi vivia el nen Joao Hélio Fernandes Vieites, que fou assassinat el 2007 en un robatori, un episodi que va commocionar tot Brasil.

## Geografia, infraestructura i comerç
Quintino és tallat pel mig per la línia principal de ferrocarril del centre de Brasil, que té una estació al barri. Els dos trossos (nord i sud) tenen característiques residencials, amb alguns comerços (normalment petits) i també hi ha petites factories. Encara que la part sud de Quintino sigui més coneguda, la del nord és més extensa i poblada. El barri té molts carrers degradats, típics dels suburbis carioques.
Al barri també hi arriba la línia groga del metro de Rio de Janeiro.
Escoles: a part dels d'ETER, hi ha les següents escoles: Escola Municipal Quintino Bocayúva i les escoels privades: Joao Lyra Filho i Guarany.

## Dades demogràfiques
- Total de població (2000): 7.243 habitants.
- Total de domicilis (2000): 2.903.

## Cultura
Tot i alguns problemes com les infraestructures i les onades de violència que hi ha a Rio de Janeiro, Quintino és un lloc on resisteixen certes tradicions dels suburbis carioques: nens jugant al carrer, gent passejant i parlant pels carreres.
El barri va tenir tres grups de carnaval (ranchos) Decididos, Aliados i Aliança de Quintino però amb la decadència d'aquest tipus d'agrupacions van acabar per desaparèixer.
L'esdeveniment més important de l'any a Quintino és la tradicional Festa de la parròquia de São Jorge, que dura una semana i culmina amb una processó del sant. Aquesta festa va guanyar importància perquè el dia de Sant Jordi passà a ser festiu al municipi.

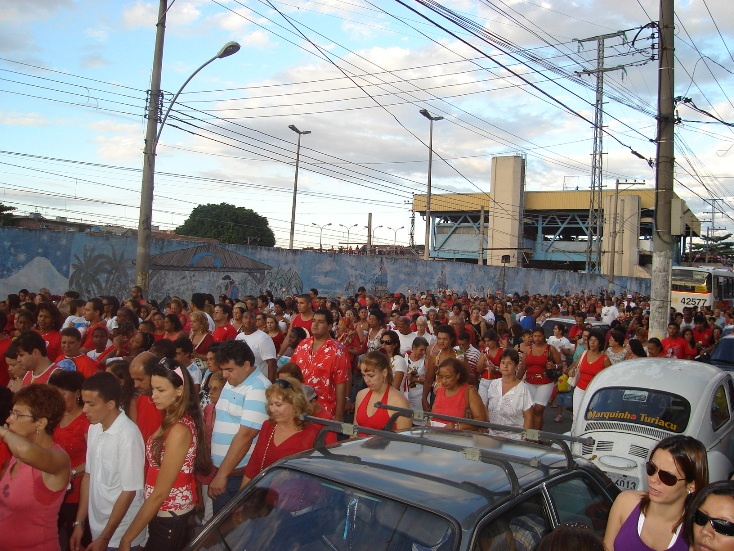
Processó de São Jorge 2008

## Història
Fins a inicis del segle xx, Quintino formava part de la Freguesia de Inhaúma, una àrea de Rio de Janeiro que unia diversos barris de la regió. El cantó sud era pantanós i formava part de la Fazenda da Bica. El 1876 s'hi va inaugurar l'estació de tren. El 1912, degut a la mort de Quintino Bocaiúva, l'estació i el barri van prendre el seu nom.
El barri es va asfaltar a la dècada dels 70. Època quan també van prendre cos dos ranchos locals carnavelescos: Decididos de Quintino i Aliados de Quintino, que arribaren a ser de les més importants de Rio de Janeiro. També hi havia un rancho més petit: Aliança de Quintino.
Als anys 80, amb la decadència dels ranchos, hi van aparèixer diverses escoles de samba.
Amb els anys també es van anar extingint les entitats i la vida social pròpia del barri. La causa d'aquesta decadència va ser l'especulació immobiliària i l'augment de la violència.
Als anys 90, un grup de persones del sud de Quintino van intentar rescatar aquest esperit crant una Associació de veïns de Rua Bernanrdo Guimaraes, que organitzà durant alguns anys un carnaval de rua. Però aquesta també s'extingí en pocs anys.
El 2003 la Parròquia de São Jorge va crear una Obra Social per realitzar treballs al barri.
El 2006, la violència va arribar a la festa de São Jorge. Hi hagué un tiroteig entre traficants rivals al mig de la festa, que va rerir 5 persones. També el mateix any van robar els diners de l'Obra Social de la parròquia. Això va decidir que la festa es passés a celebrar el dia 23 d'abril i no el diumenge següent, com era tradició.
Avui en dia encara hi ha intents de persones de San Quintino de recuperar la vida de barri i l'auto-estima de la població per tal de millorar la seva qualitat de vida.